# Abies chensiensis
Abies chensiensis là một loài thực vật hạt trần trong họ Thông. Loài này được Tiegh. miêu tả khoa học đầu tiên năm 1892.